# Daratumumab

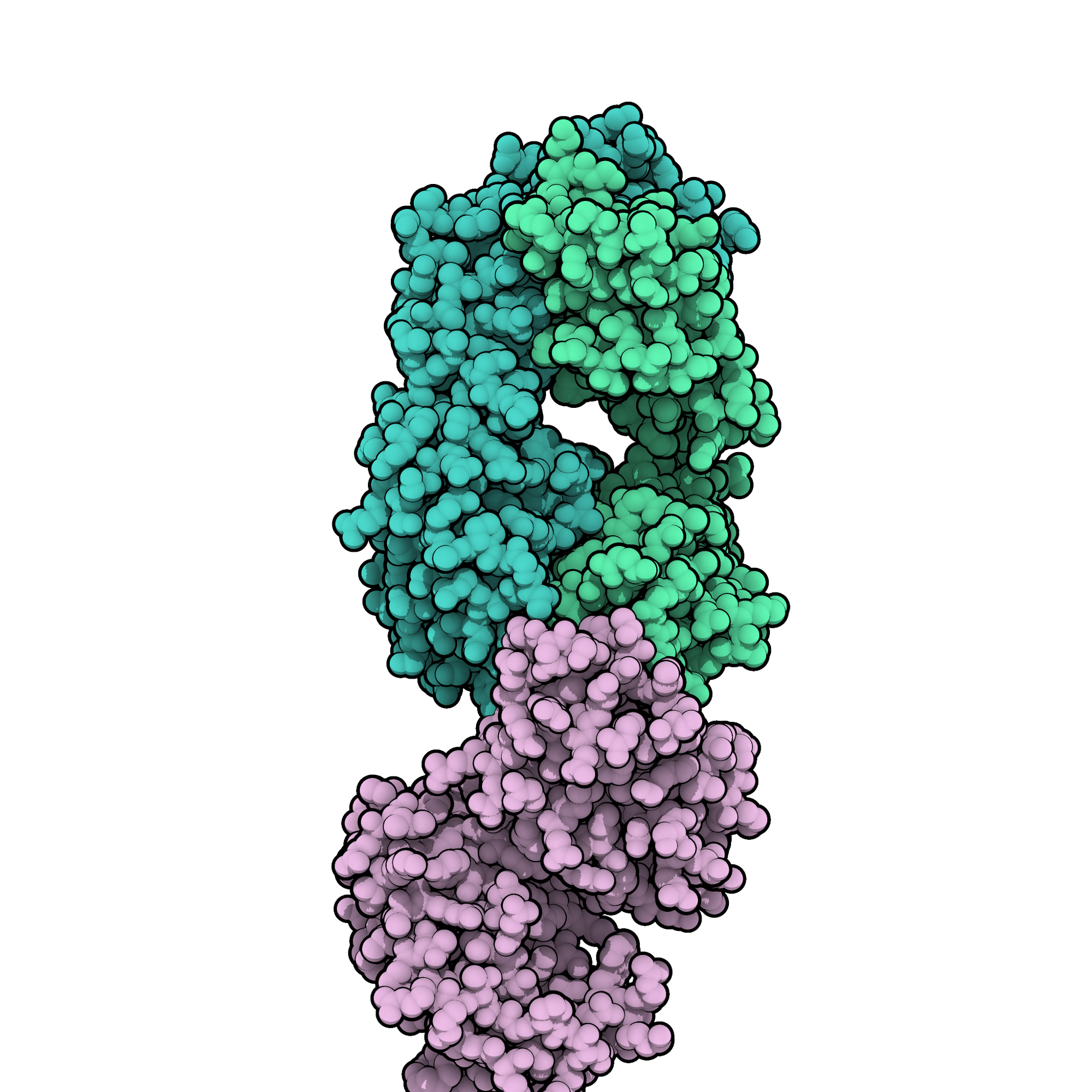
Daratumumab en vert et CD38 en violet

Le daratumumab est un anticorps monoclonal ciblant le CD38 et en cours de test dans le traitement du myélome multiple.

## Historique
La société danoise Genmab a développé le daratumumab avant de conclure un partenariat avec la firme Janssen-Cilag pour le développement clinique et la commercialisation du médicament.

## Efficacité
Le daratumumab permet la lyse des cellules du myélome multiple porteur du CD38. Dans les formes récidivantes ou réfractaires et utilisé seul, il permet d'obtenir une stabilisation de la maladie de manière prolongée — un an — dans un tiers des cas. En première intention, chez les patients ne relevant pas de la greffe de moelle, il améliore le taux de stabilisation de la maladie lorsqu'il est donné en complément d'une chimiothérapie classique (bortezomib, melphalan et prednisone). En combinaison avec le lénalidomide et la dexaméthasone, le taux de remission à 30 mois dépasse 70%.

## Effets secondaires
Il existe un risque plus élevé de survenue d'une infection grave.

## Indications
Le 26 juillet 2018, le daratumumab (nom commercial : Darzalex) a obtenu une autorisation de mise sur le marché (AMM) européenne, du Comité des médicaments à usage humain (CHMP) de l’Agence européenne des médicaments (EMA), en première ligne du traitement du myélome multiple nouvellement diagnostiqué ne pouvant recevoir de greffe.
La recommandation est valable pour l’utilisation du daratumumab en combinaison avec du bortézomib, du melphalan et de la prednisone, pour le traitement de patients adultes récemment diagnostiqués atteints d’un myélome multiple qui ne sont pas éligibles pour une autogreffe de cellules souches.
La recommandation du CHMP se base sur les résultats de l’étude Alcyone (MMY3007) de phase 3 randomisée, ouverte et multicentrique.
En Europe, le daratumumab est indiqué pour une utilisation en combinaison avec le lénalidomide et la dexaméthasone, ou le bortézomib et la dexaméthasone, pour le traitement de patients adultes atteints d’un myélome multiple ayant déjà suivi au moins une thérapie.
Il est aussi indiqué comme monothérapie pour le traitement de patients adultes atteints d’un myélome multiple récidivant ou réfractaire, dont un traitement antérieur comportait un inhibiteur de protéasome (IP) et un agent immunomodulateur, et ayant présenté une progression de la maladie au cours de la dernière thérapie.